# Leavittsburg

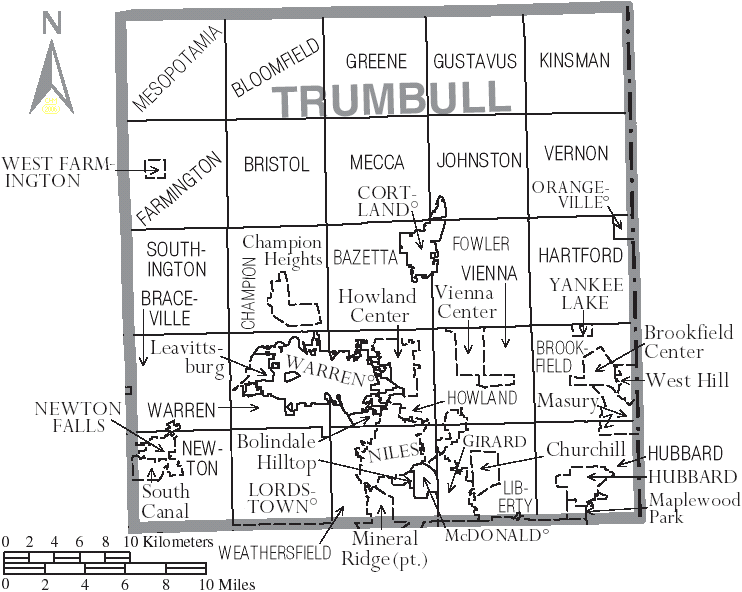
Leavittsburg im Trumbull County, Ohio. Der Ort grenzt an den County Seat Warren im Warren Township

Leavittsburg ist ein Census-designated place (CDP) im Trumbull County, im US-Bundesstaat Ohio, Vereinigte Staaten. Laut der Volkszählung im Jahr 2000 betrug die Bevölkerungszahl 2200.
Census-designated places sind Gebiete, die vom United States Census Bureau statistisch eigens erfasst werden, aber der Verwaltung einer übergeordneten Verwaltungseinheit, meist eines Townships, unterstellt sind. Leavittsburg ist Teil der  Metropolregion Youngstown–Warren–Boardman.

## Geschichte
Leavittsburg war Teil der Connecticut Western Reserve, aus der John Leavitt und seine Familie aus Suffield in Connecticut Land kaufte. Die Familie hat hier ihre Begräbnisstätte.
Leavittsburg sollte eine Marktgemeinde und County Seat im Trumbull County werden, aber Warren verdrängte Leavittsburg in diesem Bestreben. Die Gegend blieb vorwiegend Waldland. Am 15. März 1864 wurde ein Postamt unter dem Namen Leavittsburgh eröffnet, die Schreibweise wurde am 19. Juli 1893 auf Leavittsburg geändert.

## Bildung
Vier Schulen liegen auf dem Campus in der North Leavitt Road:
- LaBrae High School
- LaBrae Middle School
- LaBrae Intermediate School
- Bascom Elementary School